# Count On My Love
Count On My Love es el segundo álbum de estudio y primero bajo el sello Republic Records de la cantante jamaicana Tessanne Chin, el cual está previsto para ser lanzado el 24 de junio de 2014. El álbum servirá como el debut de Chin en una casa disquera de reconocimiento. El primer sencillo de álbum, «Tumbling Down», fue escrita por Ryan Tedder de One Republic y su compositor colega Noel Zancanella y debutó inmediatamente después de su victoria en The Voice. El segundo sencillo del álbum «Everything Reminds Me of You» fue publicado el 15 de mayo de 2014.
El álbum debutó en el #41 en el Billboard 200 y en el #20 en el Top Digital Albums vendiendo 7.000 copias en su primera según Billboard.com siendo la primera ganadora de The Voice en recibir ventas bajas en primera semana de lanzamiento. El álbum fue fuertemente criticado por la falta de actividad promocional por parte de Republic Records por críticos profesionales.

## Antecedentes
En diciembre de 2013, Chin ganó la quinta temporada de The Voice. Su premio incluía $100 000 dólares, una canción original escrita por Ryan Tedder de OneRepublic, y un contrato discográfico con Universal Music Group/Republic Records para darle un nuevo aire a su carrera. Ella dijo que se tomaría su tiempo y que no tenía prisa en la composición del proyecto para que sus fanes estén preparados para el álbum. Chin ha descrito comúnmente el álbum como un álbum de alta variedad de estilo pero que mantiene un "swag caribeño" con el cual refleja su personalidad.
Entre las colaboraciones confirmadas están Damian Marley y su mentor de toda la vida, Shaggy. La posibilidad de una colaboración con Ne-Yo también fue mencionada. Stargate, Shama "Sak Pase" Joseph, Mark "Exit" Goodchild, Shaun Pizzonia aka Sting International, Mitchum "Khan" Chin, y Supa Dups. Entre los compositores confirmados están Autumn Rowe, Claude Kelly, AC Burrell, Ryan Tedder de OneRepublic, Lil Eddie, y la legendaria compositora Diane Warren. Toby Gad, Rock City aka Planet VI Chuck Harmony, y Johnny Black están confirmados para el álbum, sin embargo actualmente se desconoce si contribuyeron como escritores o productores. Una posible colaboración con su compañero de la quinta temporada de The Voice Will Champlin fue insinuada, aunque es actualmente desconocido el proyecto. Su segundo sencillo, titulado Everything Reminds Me of You escrito por Rock City aka Planet VI, fue debutado durante la semifinal de la sexta temporada de The Voice con una actuación en vivo.

## Lista de canciones
| Standard listing |                                |                                                                 |                                                              |          |  |
| N.º              | Título                         | Escritor(es)                                                    | Producer(s)                                                  | Duración |  |
| 1.               | «Tumbling Down»                | Ryan Tedder, Noel Zancanella, MoZella, Lil' Eddie               | Peter Svensson                                               | 3:34     |  |
| 2.               | «Everything Reminds Me of You» | Tessanne Chin, Timothy Thomas, Theron Thomas                    | Supa Dups, Mitchum "Khan" Chin, Willy Chin, Philip Meckseper | 3:51     |  |
| 3.               | «Count on My Love»             | T. Chin, Lil Eddie, Toby Gad, Jef Martens                       | Shaun Pizzonia aka Sting International                       | 3:06     |  |
| 4.               | «Always Tomorrow»              | T. Chin, Claude Kelly, Kyle Owens, Charles Harmon, Angelica Lea | Chuck Harmony, Mark "Exit" Goodchild                         | 3:24     |  |
| 5.               | «Lifeline»                     | T. Chin, Kelly, Johnny Black, Angelica Lea                      | Harmony                                                      | 4:28     |  |
| 6.               | «I Heart U»                    | Diane Warren                                                    | Peter Stengaard                                              | 3:22     |  |
| 7.               | «Loudest Silence»              | Timothy Thomas, Theron Thomas                                   | Terry "Maddscientist" Thomas and Jevon "BabyBoy" Hill        | 4:07     |  |
| 8.               | «Heaven Knows»                 | T. Chin, Kelly, Black, Lea                                      | Harmony                                                      | 4:11     |  |
| 9.               | «People Change»                | Lil Eddie, Toby Gad,                                            | Toby Gad                                                     | 3:18     |  |
| 10.              | «One Step Closer»              | T. Chin                                                         | Johann Seaton, Ricardo Rameshwar                             | 3:34     |  |

## Historial de lanzamiento
| País           | Fecha               | Sello            | Formato |
| -------------- | ------------------- | ---------------- | ------- |
| Australia      | 29 de junio de 2014 | Republic Records | Digital |
| Brasil         | 29 de junio de 2014 | Republic Records | Digital |
| Reino Unido    | 29 de junio de 2014 | Republic Records | Digital |
| Estados Unidos | 1 de julio de 2014  | Republic Records | Digital |

## Posicionamiento
El álbum debutó en la posición #41 en el Billboard 200 con 7.000 copias en su primera semana de lanzamiento.

| Listas (2014)                  | Posición |
| ------------------------------ | -------- |
| Estados Unidos (Billboard 200) | 41       |